# Opera GX
Opera GX — браузер, розроблений норвезькою компанією Opera Software спеціально для геймерів під ОС Windows, macOS, Android та iOS.

## Історія
Браузер Opera GX був анонсований 11 червня 2019 року на E3 2019 і до липня 2023 року перебував на стадії бета-тестування.
Через деякий час після анонсу, браузер рекламувався на відеохостингу YouTube безпосередньо через відеоблогерів, чия діяльність певною мірою була пов'язана з ігровою тематикою.
Станом на травень 2020 року браузером користувалося 3 млн користувачів. 
З 22 жовтня 2021 року користувачам була надана можливість грати в «Operius» без під'єднання до інтернету.
Стабільна версія Opera GX вийшла 23 липня 2023 року.

## Особливості браузера
Однією з унікальних можливостей Opera GX є можливість вказати максимальний обсяг пам'яті ОЗП, що буде використовуватись браузером, а також завантаження ним процесора. У браузері також є розділ GX Corner, в якому можна побачити майбутні ігри та дату їх випуску, новини з ігрової індустрії тощо. Крім того, браузер має вбудований VPN.

## Оновлення
Оновлення LVL 2 запровадило наступні зміни:
- Discord — спілкування з командою, друзями та учасниками спільнот через Discord на бічній панелі;
- Менеджер вкладок — пошук і закриття вкладок, які використовують занадто багато ресурсів, щоб прискорити роботу комп'ютера;
- Темна тема — відкривання будь-якої сторінки в темному режимі, щоб не перенапружувати очі;
- Простори — розділення вкладок по групах, щоб легко знаходити потрібні;
- Міні-вкладка YouTube — перегляд відео у мінівіконці, яке з'являється поверх відкритої сторінки.